# Liste der Kellergassen in Hausbrunn
Die Liste der Kellergassen in Hausbrunn führt die Kellergassen in der niederösterreichischen Gemeinde Hausbrunn an.
| Foto |                 | Kellergasse                    | Standort               | Beschreibung |
| ---- | --------------- | ------------------------------ | ---------------------- | --- |
| BW   | Datei hochladen | Hohlweg, Kellergasse, Edenberg | KG: Hausbrunn Standort | Das Kellergassensystem am nördlichen Ortsrand besteht aus den kurzen Gassen Hohlweg und Kellergasse, und der beidseitigen in einem breiten Graben verlaufenden Kellergasse Edenberg. Anmerkung: Vielleicht beziehen sich einige der von Schmidbaur für den Kirchberg genannten Daten (600 Meter Länge, 37 Gebäude) in Wahrheit auf dieses Kellergassensystem? |
| ja   | Datei hochladen | Kirchberg                      | KG: Hausbrunn Standort | Zwei jeweils etwa 100 Meter lange Kellerzeilen befinden sich nördlich der Kirche. Sie weisen insgesamt mehr als 20, teils trauf-, teils giebelständige Keller auf. Anmerkung: Schildbaur nennt ein 600 Meter langes Kellergassensystem „Kirchberg“ in Hanglage, für das er insgesamt 37 Gebäude, mehr als die Hälfte davon erneuerungsbedürftig, angibt und eine älteste Datierung von 1876 nennt. Allerdings erwähnt Schmidbaur die Kellergassen im Bereich Edenberg, zu denen seine Zahlenangaben besser zu passen scheinen, nicht. |
|      | Datei hochladen | Nordöstlicher Ortsteil         | KG: Hausbrunn          | Im nordöstlichen zweiten Hintaus liegt eine 80 Meter lange Kellerreihe in Hanglage. Sie umfasst 10 Gebäude (davon jedoch drei Um- oder Neubauten, teils mit Wohnnutzung); die Keller sind mehrheitlich traufständig. Anmerkung: Vermutlich sind diese von Schildbaur genannten Keller im Bereich der verzweigten Straße „Am Berg“ zu suchen. |
| BW   | Datei hochladen | Rabensburger Straße            | KG: Hausbrunn Standort | Vier Keller befinden sich einseitig an einer Geländekante an der Rabensburger Straße am östlichen Ortsrand. |
| BW   | Datei hochladen | Spanndau                       | KG: Hausbrunn Standort | Die beidseitige Einzelkellergasse liegt in einem Hohlweg, der in der Nähe des westlichen Ortsrandes von der Hauptstraße nach Süden führt und von der Bahnstrecke durchschnitten wird. Auf 200 Metern Länge befinden sich 26 Gebäude (davon ein Um- oder Neubau), teils in Schildmauerform, teils traufständig. Mehr als die Hälfte der Keller ist erneuerungsbedürftig oder verfallen. |

| Foto:                    | Fotografie der Kellergasse (Gesamtheit). Klicken des Fotos erzeugt eine vergrößerte Ansicht. Daneben finden sich zwei Symbole: \| Weitere Bilder vorhanden \| Das Symbol bedeutet, dass weitere Fotos des Objekts verfügbar sind. Durch Klicken des Symbols werden sie angezeigt. \| \| Eigenes Foto hochladen \| Durch Klicken des Symbols können weitere Fotos des Objekts in das Medienarchiv Wikimedia Commons hochgeladen werden. \| |
| Name:                    | Bezeichnung der Kellergasse |
| Standort:                | Es ist die Katastralgemeinde (KG) angegeben. Durch Aufruf des Links Standort wird die Lage der Kellergasse in verschiedenen Kartenprojekten angezeigt. |
| Beschreibung             | Kurze Beschreibung der Kellergasse |
| Weitere Bilder vorhanden | Das Symbol bedeutet, dass weitere Fotos des Objekts verfügbar sind. Durch Klicken des Symbols werden sie angezeigt. |
| Eigenes Foto hochladen   | Durch Klicken des Symbols können weitere Fotos des Objekts in das Medienarchiv Wikimedia Commons hochgeladen werden. |